# Viuda Sauquet, SA
Viuda Sauquet, SA va ser una empresa amb orígens al 1919 dedicada a la fabricació i venda de teixits de cotó. Es va especialitzar en articles per a l'hostaleria i la llar. La primera fàbrica de l'empresa va ser establerta a Corbera de Llobregat per iniciativa de l'industrial barceloní Alfonso Sauquet Rollan. Uns anys més tard es va traslladar la producció a Gironella.
El 1936, va morir el fundador de l'empresa i la seva vídua, Francisca Cordomí, va continuar el negoci familiar del qual ja s'estava fent càrrec des de 1934 arrel dels problemes de salut del seu marit. Durant la Guerra Civil Espanyola la fàbrica de Gironella va ser destruïda i en acabar el conflicte l'any 1939 Francisca Cordomí va comprar una nau al carrer Miquel Ricomà de Granollers on remprenqué el negoci sota la raó social Viuda de Alfonso Sauquet. Pocs anys després, el seu fill gran, Juan Sauquet Cordomí, va fer-se càrrec de la direcció de l'empresa. L’any 1943, el creixement del negoci els va portar a traslladar la fàbrica al carrer d'Orient, també de Granollers, on hi incorporaren també les oficines que fins aleshores havien estat al domicili familiar de Barcelona. La nova fàbrica fou dissenyada per l'arquitecte Josep Boada Barba.
El 1949, l'empresa es va convertir en societat anònima i va passar a denominar-se Viuda Sauquet, S.A (també coneguda per les sigles VISSA). Juan Sauquet Cordomí va seguir al càrrec de l'empresa fins al 1965, moment en què el va succeir el seu germà petit, Lorenzo Sauquet Cordomí, que va dirigir l'empresa fins a l'any 2000, moment en què va ser substituït per la seva filla Alícia Sauquet Rovira.
L'empresa va seguir funcionant fins a la seva liquidació el febrer de 2013. El novembre d'aquell any es va cedir el fons documental de l'empresa a l'Arxiu Municipal de Granollers i la maquinària es va repartir entre el Museu Nacional de la Ciència i la Tècnica i el Museu de Granollers
La fàbrica de Granollers va estar buida fins que el 2021 es va enderrocar per a construir-hi habitatges.